# Oreste (Händel)

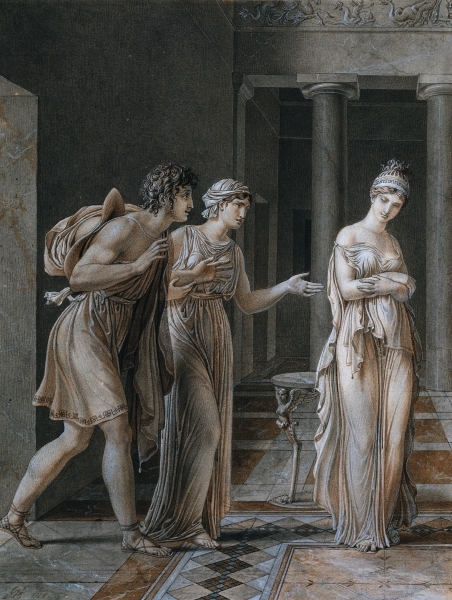
Orestes trifft Hermione, etwa 1800

Oreste, deutsch Orest (HWV A11), ist eine barocke Oper (Dramma per musica) in drei Akten. Die Oper stellt keine Neukomposition dar, sondern ist ein aus Händels früheren Opern zusammengestelltes Pasticcio. Die Anwesenheit der berühmten Choreographin und Tänzerin Marie Sallé und ihrer Compagnie in London nutzend, ist Oreste mit umfangreichen Ballettszenen ausgestattet. Die Uraufführung erfolgte am 18. Dezember 1734.

## Entstehung
Am 6. Juli 1734 und damit zum Ende der Spielzeit war der Vertrag zwischen Johann Jacob Heidegger und Händel bezüglich der Verpachtung des King’s Theatre am Haymarket ausgelaufen. Händel war lediglich als Musikdirektor und Komponist angestellt und kein gleichberechtigter Partner von Heidegger. Dem Manager stand es demnach frei, das Theater an ein zahlungskräftigeres Unternehmen wie die Adelsoper zu verpachten. Händel reagierte schnell und wandte sich an John Rich, der mit den Einnahmen der erfolgreichen Bettler-Oper ein neues Theater, das Theatre Royal in Covent Garden, baute. Der mit diesem Projekt betraute Architekt war Edward Shepherd, der zuvor für den Herzog von Chandos den Cannons-Palast fertig gestellt hatte. Der Bau wirkte von außen recht protzig. William Kent beschreibt ihn als „… eine kostspielige ionische Säulenhalle.“ Das Innere aber entsprach mit dem üblichen fächerförmigen Auditorium dem Lincoln’s Inn Fields Theater. Durch seine große Bühne eignete es sich ebenso gut für Opern- wie Oratorienaufführungen. Händel erkannte die Möglichkeiten dieses Theaters, und Rich erklärte sich mit einem zwischen seinen Schauspielen wie Pantomimen und Händels Opern alternierenden Spielplan einverstanden.
Trotz der düsteren Prognosen des Abbé Antoine-François Prévost, Autor des berühmten Romans Manon Lescaut, in seiner Wochenschrift Le Pour et le Contre (Das Für und Wider),

« […] et manque de ce fondement il a fait tant de dépenses ruineuses, et tant de beaux Operas à pure perte, qu'il se trouve forcé de quitter Londres pour retourner dans sa patrie. »

„[…] er hat so große Verluste hinnehmen müssen und so viele wunderbare Opern geschrieben, die sich als völlige Misserfolge erwiesen, dass er sich gezwungen sehen wird, London zu verlassen und in sein Heimatland zurückzukehren.“

blieb Händel in England, trat jedoch eine Bäderkur in Tunbridge Wells an,

“To get rid of that dejection of mind, which his repeated disappointments had brought on him […]”

„Um sich von der Niedergeschlagenheit zu befreien, die ihn aufgrund der immer wiederkehrenden Enttäuschungen befallen hatte […]“

Der erste erhaltene persönliche Brief Händels in englischer Sprache stammt aus diesem Sommer. Darin entschuldigte er sich bei Sir Wyndham Knatchbull dafür, dass er die Reise von Tunbridge Wells nach Ashford nicht antreten könne:

“Sir At my arrival in Town from the Country, I found my self hon̄ored of your kind invitation. I am very sorry that by the situation of my affairs I see my self deprived of receiving that Pleasure, being engaged with Mr. Rich to carry on the Opera’s in Covent Garden. I hope, at your return to Town, Sir, I shall make up this Loss […]”

„Sir, bei meiner Ankunft in der Stadt nach der Rückkehr vom Lande fand ich, dass Ihr mir die Ehre erwiesen habt, mich einzuladen. Zu meinem Bedauern hindert mich meine momentane geschäftliche Situation daran, diese Einladung anzunehmen, denn ich arbeite mit Mr. Rich an einer Weiterführung der Opern in Covent Garden. Ich hoffe, dieses Versäumnis bei Eurem nächsten Aufenthalt in der Stadt wettmachen zu können […]“

Als die neue Saison anlief, hatte die Adelsoper alle Trumpfkarten in der Hand: sie verfügte über das beste Theater, die meisten Subskribenten und die besten Sänger aus Händels ehemaliger Truppe. Senesino hatten sich fast alle anderen Sänger angeschlossen: Antonio Montagnana, Francesca Bertolli und Celeste Gismondi. Nur die Sopranistin Anna Maria Strada del Pò hielt Händel die Treue. Zur Krönung des Ganzen wurde jetzt noch der berühmteste Vokalvirtuose der Welt Carlo Broschi, allgemein bekannt als Farinelli, am Haymarket präsentiert. Lord Cowper hatte ihn zum ersten Mal während seiner Kavaliersreise in Venedig gehört. Als Direktor der neuen Oper konnte er seine Wirkung auf die Londoner Musiker beobachten, wie es später Burney beschrieb:

“[…] a voice of […] uncommon power, sweetness, extent, and agility […] On his arrival here, at the first private rehearsal at Cuzzoni's apartments, Lord Cooper, then the principal manager of the opera under Porpora, observing that the band did not follow him, but were all gaping with wonder, as if thunder-struck, desired them to be attentive; when they all confessed, that they were unable to keep pace with him, having not only been disabled by astonishment, but overpowered by his talents. […] There was none of all Farinelli's excellencies by which he so far surpassed all other singers, and astonished the public, as his messa di voce, or swell; which, by the natural formation of his lungs, and artificial economy of breath, he was able to protract to such a length as to excite incredulity even in those who heard him; who, though unable to detect the artifice, imagined him to have had the latent help of some instrument by which the tone was continued, while he renewed his powers by respiration.”

„[…] eine Stimme mit […] ungewöhnlicher Kraft, Sanftheit, Umfang und Beweglichkeit […] Nach seiner Ankunft hier, bei der ersten privaten Probe im Appartement der Cuzzoni, beobachtete Lord Cowper, damals Direktor der Oper unter Porpora, dass das Orchester diesem nicht folgte, sondern stattdessen staunend und wie vom Donner gerührt dasaß, und mahnte sie, aufmerksam zu sein. Daraufhin gestanden sie, dass es ihnen unmöglich war, mit ihm Schritt zu halten; sie seien nicht nur vor Verwunderung wie gelähmt, sondern von seinem Können völlig überwältigt. […] Da waren keine Vorzüge Farinellis, bei denen er nicht alle anderer Sänger weit übertraf und das Publikum in Erstaunen versetzte, wie sein messa di voce oder Schwellton. Aufgrund der Natur seiner Lunge und seines kunstfertig sparsamen Atmens, war er in die Lage, Töne so lange auszuhalten, dass selbst jene, die ihn hörten, es nicht glauben konnten; wenn sie auch nicht in der Lage waren, die Kunstfertigkeit zu erkennen und vermuteten, dass er sich die ganze Zeit irgendeines Instruments bediene, das den Ton weiterklingen ließ, während er Atem schöpfte.“

Am überzeugendsten jedoch ist das Lob Paolo Antonio Rollis, der als enger Freund Senesinos am ehesten etwas auszusetzen gehabt hätte:

“Non voglio però, perchè no'l merita, tacervi che il Farinello mi à sorpreso di tal maniera; ch'io mi sono accorto non aver prima inteso se non una particella del canto umano, ed ora lusingomi sentirne il Tutto. Egli è inoltre d'amabilissimi e accorti costumi, onde con piacer sommo ne godo la conoscenza e la vicinanza.”

„Ich muss Euch jedoch wissen lassen, denn jedermann sollte es wissen, dass Farinelli für mich eine Offenbarung war. Ich erkannte, dass ich bis zu jenem Zeitpunkt nur einen Bruchteil dessen gehört hatte, was ein Mensch gesanglich erreichen kann, während ich nun der Auffassung bin, dass ich alles gehört habe, was man hören kann. Außerdem besitzt er ein äußerst angenehmes und kluges Wesen, so dass seine Gesellschaft und Bekanntschaft mir größte Freude bereitet.“

Die Opera of the Nobility leitete die Spielzeit am 29. Oktober mit der Aufführung des Pasticcios Artaserse im Haymarket-Theater ein. Die Musik war von Farinellis Bruder Riccardo Broschi und Johann Adolph Hasse, der sich angesichts des noch lebenden Händels geweigert hatte, für die Adelsoper nach England zu kommen. Das Publikum und selbst Farinellis Kollegen auf der Bühne waren überwältigt und eine Dame von hoher Stellung rief: „One God and one Farinelli!“ („Ein Gott und ein Farinelli!“). William Hogarth verewigte diesen Ausspruch in Marriage à la Mode, IV.

Marriage à la Mode, IV, William Hogarth, 1743, links Farinelli

Bei so viel Schmeichelei konnte Händel nur wenig dagegenhalten:

“A Scholar of Mr Gates, Beard, (who left the Chappell last Easter) shines in the Opera of Covent Garden & Mr Hendell is so full of his Praises that he says he will surprise the Town with his performances before the Winter is over.”

„Ein Schüler von Mr. Gates, Beard (der letzte Ostern aus dem Chor ausgeschieden ist), macht in der Oper in Covent Garden von sich reden; Händel äußert sich sehr lobend über ihn und sagt, er werde die Stadt mit seinen Darbietungen überraschen, noch bevor der Winter zu Ende geht.“

Die zweite Neuentdeckung, die seine nächsten musikdramatischen Werke beeinflussen sollte, war die berühmte Tänzerin Marie Sallé, die erstmals als 10-jähriges Kind in einer Rinaldo – Aufführung im Juni 1717 mit Händel in Berührung gekommen war.
Diese „Muse graziöser und bescheidener Gestik“ hatte Rich für seine Pantomimen engagiert. Der Londoner Korrespondent des Mercure de France schrieb über ihre Londoner Auftritte:

« Elle a osé paroître dans cette Entrée sans panier, sans jupe, sans corps et échevelée, et sans aucun ornement sur sa tête; elle n'estoit vêtuë avec son corset et un jupon, que d‘une simple robbe de mousseline tournée en draperie, et ajustée sur le modele d'une Statuë Grecque. »

„Sie hat es gewagt, ohne Reifrock, Rock oder Mieder und mit offenem Haar aufzutreten, außer Korsett und Petticoat trug sie ein einfaches Musselinkleid, das sie um sich geschlungen hatte wie eine griechische Statue.“

Für sie und ihre Tanztruppe überarbeitete Händel erneut Il pastor fido, indem er diesmal jedem Akt Ballettmusik hinzufügte. Wie The Daily Post meldete, bot er davor „…a new Dramatic Entertainment (in Musick) call’d, Terpsicore…“ („…eine neue Form der Unterhaltung (musikalischer Art) mit dem Titel Terpsichore…“) – sein einziges Opernballett im französischen Stil.
Für seine erste neue Oper der Spielzeit hatte Händel beschlossen, anstelle einer weiteren Heldengeschichte einen leichteren Stoff von Ludovico Ariosto aufzugreifen. Am 12. August 1734 begann er mit der Komposition des Ariodante und plante, die Oper im folgenden Winter als erstes Werk an seiner neuen Wirkungsstätte herauszubringen. Während der Vertonung der Oper entschied er anscheinend noch nicht über die Besetzung und beließ es vorerst dabei. Möglicherweise traf die Tanztruppe der Sallé auch verspätet aus Paris ein. Aus diesen Gründen und angesichts des Erfolgs von Hasses Artaserse konterte er also zunächst im November mit Wiederaufnahmen von Il Pastor fido, Arianna in Creta und im Dezember mit Oreste, einer Zusammenstellung von Kompositionen aus neun seiner früheren Opern. Es ist denkbar, dass Händels neuer „Primo uomo“ Giovanni Carestini die Stoffwahl für das auf Euripides’ Iphigenie bei den Taurern zurückgehende Sujet anregte.
Die Uraufführung fand am 18. Dezember 1734 im Covent Garden Theatre in London statt und das Werk wurde mit großem Applaus aufgenommen. Der König, dessen Wohlwollen und finanzielle Unterstützung Händel hatte, war bei der Vorstellung anwesend. Trotz des Erfolges lassen sich nur zwei weitere Vorstellungen am 21. und am 28. Dezember nachweisen.
Die Besetzung der Uraufführung bestand aus einem überwiegend jungen und ausgezeichneten Ensemble, welches Händel in seiner ersten Saison am erst 1732 eröffneten Covent Garden Theatre zur Verfügung stand.
- Oreste – Giovanni Carestini, genannt „Il Cusanino“ (Mezzosoprankastrat)
- Ermione – Anna Maria Strada del Pó (Sopran)
- Ifigenia – Cecilia Young (Sopran)
- Pilade – John Beard (Tenor)
- Toante – Gustav Waltz (Bass)
- Filotete – Maria Caterina Negri (Alt)
- Tanz und Choreographie – Marie Sallé

An erster Stelle steht hier die Sopranistin Anna Maria Strada del Pó als Ermione, die Einzige, die Händel die Treue gehalten hatte. Sie sang von 1729 bis 1737 alle weiblichen Hauptrollen in seinen Opern. Als Oreste brillierte der Mezzosopran-Kastrat Giovanni Carestini, genannt „Il Cusanino“, ein als Sänger wie als Schauspieler herausragender Künstler, dem viele Kenner sogar den Vorzug vor Farinelli gaben. Händel selbst soll ihn überaus geschätzt haben. Carestini (1704 geboren) hatte mit zwölf sein Studium in Mailand begonnen. 1724 gab er in Alessandro Scarlattis La Griselda, an der Seite seines Lehrers Antonio Bernacchi (der später Farinelli unterrichtete und in der Saison 1729/30 die männliche Hauptrolle in Händels Lotario und Partenope spielte), sein Debüt in Rom. Carestini feierte Erfolge in Wien, Venedig, Prag, Rom, Neapel und München, bevor er im Herbst 1733 nach London kam. Charles Burney schrieb über ihn:

“His voice was at first a powerful and clear soprano, which afterwards changed into the fullest, finest, and deepest counter-tenor that has perhaps ever been heard […] Carestini's person was tall, beautiful, and majestic. He was a very animated and intelligent actor, and having a considerable portion of enthusiasm in his composition, with a lively and inventive imagination, he rendered every thing he sung interesting by good taste, energy, and judicious embellishments. He manifested great agility in the execution of difficult divisions from the chest in a most articulate and admirable manner. It was the opinion of Hasse, as well as of many other eminent professors, that whoever had not heard Carestini was inacquainted with the most perfect style of singing.”

„Seine Stimme war zunächst ein kräftiger und klarer Sopran, später hatte er den vollsten, feinsten und tiefsten Kontratenor, der je zu hören war […] Carestinis Gestalt war groß, schön und majestätisch. Er war ein sehr engagierter und intelligenter Schauspieler und da er mit einer guten Portion von Begeisterung für die Komposition, verbunden mit lebendiger und einfallsreicher Vorstellungskraft ausgestattet war, machte er alles, was er sang, durch guten Geschmack, Energie und kluge Verzierungen interessant. Er besaß eine große Fähigkeit, auch in schwierigen Bereichen der Bruststimme mit großer Deutlichkeit wunderbar zu gestalten. Nach Meinung von Hasse und vieler anderer berühmter Lehrer, war jeder, der Carestini noch nicht gehört habe, mit dem perfektesten Gesangsstil auch noch nicht bekannt.“

Als Ifigenia ergänzte die Sopranistin Cecilia Young neben dem Bassisten Gustav Waltz (als Toante), der Altistin Maria Caterina Negri (als Filotete) und der eben siebzehnjährige Tenor John Beard (als Pilade) das Gesangsensemble. Beard sollte schon bald als bester englischer Sänger seiner Zeit gelten, und auch Cecilia Young, die 1737 Thomas Augustin Arne heiratete, stand am Beginn einer großen Karriere. Maria Caterina Negri war eine auf Hosenrollen spezialisierte Mezzosopranistin und der aus Deutschland stammende Bassist Gustav Waltz wirkte in den folgenden Jahren in vielen Opern und Oratorien Händels mit. Für Tanz und Choreografie der Ballettszenen war Marie Sallé zuständig.

## Libretto
Häufig reagierte Händel auf Opern der Konkurrenz mit dem Sujet nach verwandten Stücken: Gegen Nicola Porporas Arianna in Nasso war er mit seiner Arianna in Creta angetreten, so wie er nun Porporas Ifigenia in Aulide mit Oreste eine eigene Iphigenie-Oper gegenüberstellte. Als Textvorlage diente ihm das gleichnamige Libretto von Giovanni Gualberto Barlocci, das in der Vertonung von Benedetto Micheli am 28. Dezember 1722 in Rom uraufgeführt worden war. Das verhältnismäßig unbekannte Libretto konnte Händel auf zweierlei Wegen erhalten haben. Erstens könnte das Maria Isabella Cesi Ruspoli, der Gattin des Händel 1707/8 bei seinem ersten Italienaufenthalt protegierenden Marchese Ruspoli, gewidmete Libretto 1729 nach einem erneuten Besuch von Rom von Ruspoli an Händel vermittelt worden sein. Zweitens könnte es Händel durch Giovanni Carestini empfohlen worden sein, welcher bereits in Rom als Pilade in L’Oreste von Barlocci/Micheli mitgewirkt hatte und nun aber von Händel für die Titelrolle vorgesehen war. Bei der Vorbereitung seiner Partitur ließ Händel von seinem Londoner Textbearbeiter (Giacomo Rossi oder Angelo Cori, möglicherweise auch Händel selbst) das Libretto überarbeiten, aus dem nur die Rezitative (in gekürzter Form) und sechs Arientexte, die an die Musik der Vorlagearien angepasst worden waren, übernommen wurden, so dass keine von Barloccis ursprünglichen Arien in Händels Oreste wiederzufinden sind. Die Opernbesucher in London konnten das von Thomas Wood gedruckte, zweisprachige Textbuch (italienischer Originaltext und englische Übersetzung) an der Kasse des Covent Garden Theatre erwerben.
Oreste ist eines der inhaltlich schlüssigsten Opernlibretti, die Händel je vertont hat, wenn auch der eingeschobene Charakter mancher Arien (plötzliche Stimmungsumschwünge von Oreste zur Arie Nr. 4 oder von Ermione in Arie Nr. 23) nicht übersehen werden kann. Inhaltlich gibt es nur unwesentliche Unterschiede zu späteren Werken wie etwa Guillards Libretto für Glucks Iphigénie en Tauride (1779) oder Goethes Dramatisierung Iphigenie auf Tauris (1787). Sie alle beziehen sich letztlich auf Euripides, Sophokles und Aischylos. In Händels Opernlibretto wird die Figur der Iphigenie allerdings zu einer „seconda donna“ abgeschwächt, während Hermione als Gattin und Geliebte des Titelhelden der Opernkonvention folgend zur eigentlichen tragischen Heldin aufgebaut wird. Außerdem liegt der Schwerpunkt der Handlung auf der Entwicklung von Iphigenies Bruder Orest und es kommt dabei abschließend zum Tod des Tyrannen Thoas. Das entspricht nicht dem üblichen lieto fine einer gewöhnlichen Opera seria, hat aber dadurch wesentlich mehr Überzeugungskraft als die tradierten unglaubwürdigen Finali, in denen sich ein blutrünstiger Tyrann oft genug zum strahlenden Heilsbringer wandelt.

## Handlung

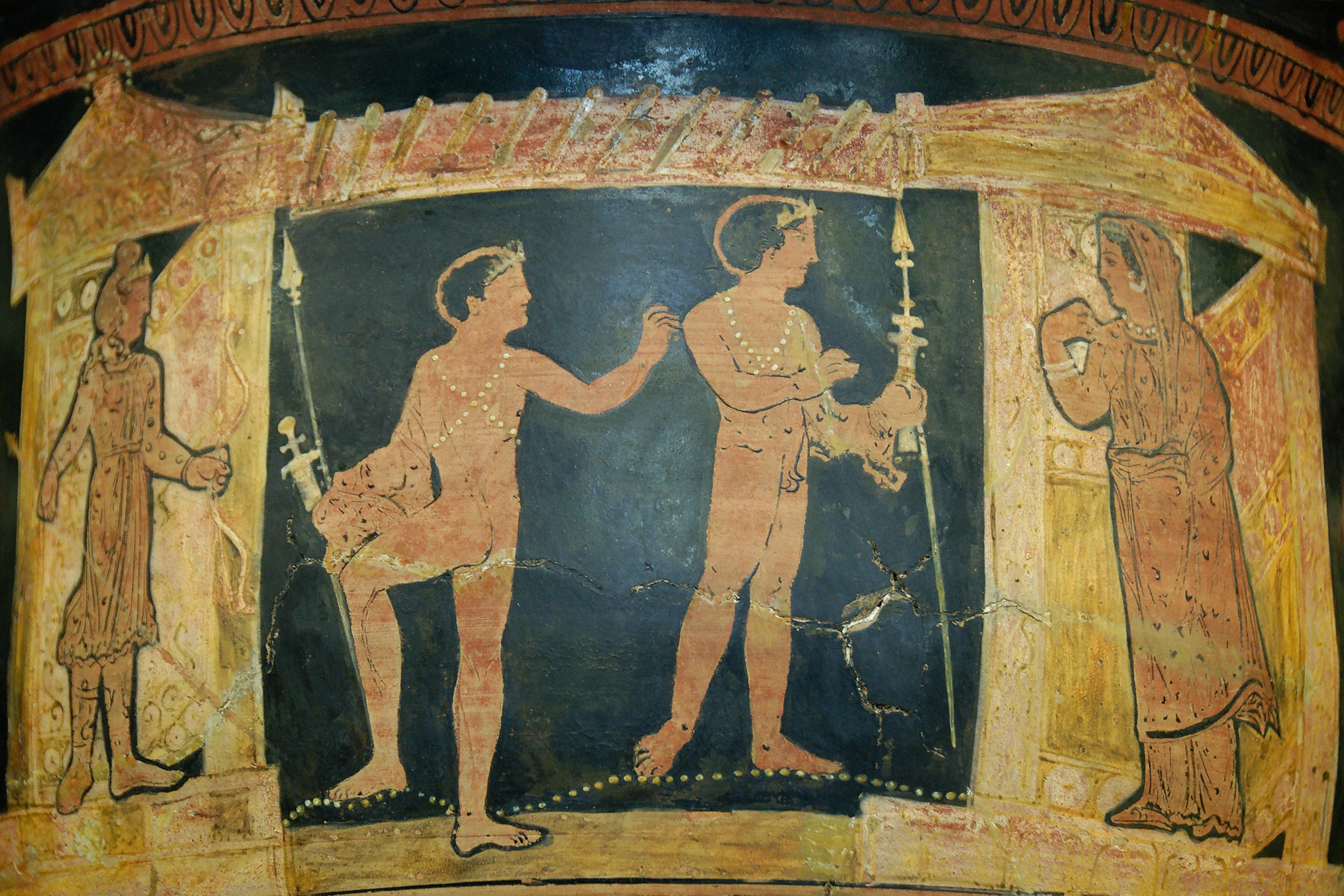
Orestes und Pylades treffen in Tauris auf Iphigenie (Vasenmalerei aus dem 4. Jh. v. Chr., Louvre, Paris)

### Historischer und literarischer Hintergrund
Barloccis Libretto geht zurück auf das mythologische Drama Ιφιγένεια εν Ταύροις (Iphigenie bei den Taurern, ca. 414 v. Chr.) von Euripides. Außerdem wurden Anregungen aus den Tragödien Ὀρέστεια γ, Εὐμενίδες (Die Eumeniden, 458 v. Chr.) von Aischylos und Ἠλέκτρα (Elektra, ca. 413 v. Chr.) von Sophokles aufgenommen. Die bekannte Geschichte wird durch einige operntypische Elemente erweitert, deren Ideen aus Herodots Historien im vierten Buch, Ovids Briefen vom Schwarzen Meer (Epistulae ex Ponto) sowie Ciceros Laelius über die Freundschaft (Laelius de amicitia) stammen. So etwa, indem Orestes auf seiner Flucht nicht von seinem treuen Freund Pylades begleitet wird. Pylades begleitet anstatt dessen die ihrem Ehemann Orest folgende Hermione. Gleich nach ihrer Ankunft verliebt sich der böse Taurierkönig Thoas in sie.

## Musik
Mit Oreste hatte Händel ein Pasticcio geschaffen, welches vorwiegend aus Sätzen von Opern der beiden vorausgegangenen Akademien besteht: Radamisto, Floridante, Ottone, Tamerlano, Riccardo Primo, Siroe, Lotario, Partenope und Sosarme. Hinzu kommen Ballettsätze an allen drei Aktschlüssen in Form von zum Teil ebenfalls erprobten Sätzen aus den beiden unmittelbar zuvor aufgeführten Werken Il pastor fido und Arianna in Creta. Aus Arianna stammt auch der Schlusschor. Die Ouvertüre ist eine Neufassung der Ouvertüre zur Kantate Clori, Tirsi e Fileno (Cor fedele in vano speri, HWV 96) aus seiner italienischen Jugendzeit (1707). Die erste Szene wird mit einem Arioso aus Agrippina eröffnet. „Pensieri voi mi tormentate“ (Nr. 1) wird hier zum Auftrittsarioso des von den Furien gepeinigten Titelhelden. Die Arie „Sento nell’alma mia“ (Nr. 21) im zweiten Akt geht auf „Lucide stelle“ aus Rodrigo zurück. Die Ballettsätze Nr. 11 (Gavotte) und Nr. 13 (Gigue), die beiden Accompagnati und die Secco-Rezitative sind neue Kompositionen, jedoch keine der Arien, wie in der älteren Händel-Literatur noch mehrfach behauptet wird.
Sechs Arientexte Barloccis wurden an die Musik der Vorlagearien angepasst: „Io ti levo l’impero dell’armi“ aus Partenope (dort Nr. 13) wird zu „Io sperai“ (Nr. 7), „Se discordia ci disciolse“ aus Sosarme (dort Nr. 15) wird zu „Vado intrepido“ (Nr. 8), „Finchè lo strale non giunge“ aus Floridante (dort Nr. 9) wird zu „Pensa, ch'io sono“ (Nr. 9), das Siciliano „Figlia mia non pianger no“ aus der Sterbeszene des Bajazet in Tamerlano (dort Nr. 39) wird zum ergreifenden Abschiedsgesang des Pilade „Caro amico a morte m’en vò“ (Nr. 18), „Non chiedo, oh luci vaghe“ aus Partenope (dort Nr. 28) wird zu „Qualor tu paga sei“ (Nr. 20), und „Baccia per me la mano“ aus Riccardo Primo (dort Nr. 33) wird zu „Piango dolente il sposo“ (Nr. 30).
Einige der anderen Sätze wurden direkt aus den Vorlageopern passend zum Kontext des Werkes übernommen, eine Transposition war nicht nötig (Nummern 6, 10, 23, 31, 32, 42). Schließlich wählte Händel noch geeignete Arien aus, die nachträglich mit einem neuen Text versehen wurden. In dem Pasticcio sind Stücke aus einer Zeitspanne von 27 Jahren vereint, welche ohne hörbaren Stilbruch erklingen. Die so gewonnene Oper ordnet sich nahtlos in die Reihe der mit Chor- und Ballettsätzen ausgestatteten Opernaufführungen des Jahres 1734 ein.
Ein eigenständiges Autograph der Oper Oreste existiert, wie bei einem Pasticcio auch nicht weiter verwunderlich, nicht. Erhalten geblieben ist eine Direktionspartitur und eine danach geschriebene Cembalopartitur. Dort ist der Notenteil so überliefert, wie Händel das Werk aufführte. Als zusätzliche Quellen sind die Autographe und Direktionspartituren anzusehen, aus denen Händel seine Musik für Oreste entlehnte.
Da es sich um eine Pasticcio-Oper handelt wird Oreste im Händel-Werke-Verzeichnis nicht mit eigener Werknummer, sondern im Anhang als „A11“ gelistet. Händel selbst sah sie als vollgültiges Werk an, weswegen sie 1991 auch in die Gesamtausgabe miteinbezogen wurde.

### Erfolg und Kritik
“Last Night their Majesties were at the Theatre Royal in Covent-Garden, to see the Opera of Orestes, which was perform’d with great Applause.”

„Gestern Abend waren Ihre Majestäten im Königlichen Opernhaus in Covent-Garden, um sich die Oper Orestes anzusehen, welche mit großem Erfolg aufgeführt wurde.“

„Die Oper schließt mit einem logischen und befriedigenden lieto fine, die Handlungsführung ist sehr direkt und wirkt realistisch. Sie ist auf das Wesentliche konzentriert, und überflüssige Verwicklungen werden ebenso vermieden wie die so oft in der Opera seria zu beobachtende unglaubwürdige Läuterung des Tyrannen.“

„Diese seinerzeit verbreitete [Pasticcio]-Praxis hat in späterer, Originalwerk-fixierter Musikforschung wenig Beachtung gefunden – der Theater-Betrieb hat das Stück bis auf zwei Premieren 1988 in Halle/Saale und 1993 in Wiesbaden konsequent ignoriert. Bedauerlich! Denn das in der Tat aus musikalischer Zweitverwertung resultierende Werk besticht durch eine geradezu zwingende Dramaturgie, deren Geradlinigkeit auffällig ist, und die keines lieto fine bedarf, um zum Ende zu kommen. Der seinerzeit beliebte antike Iphigenien-Stoff, auf dem das Libretto basiert, birgt zudem die Utopie einer politischen Metamorphose. Oreste, die Titelfigur, entwickelt sich von einer ihrer Sinne beraubten und von den Furien verfolgten Gestalt zu einem aktiven, handlungsbereiten Helden, der selbst Hand anlegt, um Tauris, das Gastland, in gemeinsamem Handeln vom Diktator Toante zu befreien. – Nicht ganz unaktuell.“

„Die Partitur des Oreste enthält ausschließlich Arien aus älteren Werken Händels, die zum Teil jedoch äußerst wirkungsvoll der neuen Handlung angepasst wurden. […] Trotz des […] Pasticcio-Charakters kann Oreste als vollwertiges musikdramatisches Werk Händels gewertet werden, wie mehrfache Wiederaufführungen in heutiger Zeit eindrucksvoll belegen konnten.“

## Aufführungsgeschichte
In der Neuzeit wurde die Oper erstmals wieder am 4. Juni 1988 während der Händelfestspiele Halle (Saale) im Goethe-Theater Bad Lauchstädt mit dem Händelfestspielorchester Halle unter Leitung von Christian Kluttig aufgeführt. Die Regie übernahm Andreas Baumann. Es folgte eine Aufführung durch das Staatstheater Wiesbaden 1992. Am 14. Januar 2000 wurde die Oper im Linburg Studio Theatre in London während des English Bach Festival erstmals wieder in Originalsprache und den Maßstäben einer historischer Aufführungspraxis folgend gegeben. Es spielte das English Bach Festival Baroque Orchestra unter der Leitung von Howard Williams. Erst in jüngster Zeit wird das Pasticcio wieder öfter aufgeführt. Anzuführen sind Aufführungen im Theater am Goetheplatz in Bremen unter der Regie von Robert Lehniger im Mai 2015, eine Adaption des Royal Opera House Covent Garden im November 2016 und eine Inszenierung am Theater an der Wien unter der Regie von Kay Link im März 2017.

## Orchester
Dem Orchester gehörten zwei Oboen, zwei Hörner, Streicher und Basso continuo (Violoncello, Laute, Cembalo) an.

## Diskografie
- Hessisches Staatstheater (1994): Gabriela Künzler (Oreste), Heidrun Kordes (Ermione), Deborah Lynn Cole (Ifigenia), Jochen Elbert (Pilade), Martin Bruns (Toante), Florian Mayr (Filotete)
 Staatskapelle Wiesbaden; Dir. Michael Hofstetter (Querschnitt)
- MDG LC 6768 (2003): Mary-Ellen Nesi (Oreste), Maria Mitsopoulou (Ermione), Mata Katsuli (Ifigenia), Antonis Koroneos (Pilade), Petros Magoulas (Toante), Nicholas Spanos (Filotete).
 Camerata Stuttgart; Dir. George Petrou
- Komische Oper Berlin (2006): Charlotte Hellekant (Oreste), Valentina Farcas (Ermione), Maria Bengtsson (Ifigenia), Finnur Bjarnason (Pilade), James Creswell (Toante), Maria Streijffert (Filotete).
 Orchester der Komischen Oper Berlin; Dir. Thomas Hengelbrock (135 min, deutsch, DVD)
- Animato ACD 6123 (2011): Cornelia Lanz (Oreste), Nastasja Docalu (Ermione), Sabine Winter (Ifigenia), Christian Wilms (Pilade), Kai Preußker (Toante), Armin Stein (Filotete)
 Instrumentalensemble; Dir. Tobias Horn (157 min)